# Журавська сільська рада (Варвинський район)
Жура́вська сільська́ ра́да — адміністративно-територіальна одиниця та орган місцевого самоврядування в Варвинському районі Чернігівської області. Адміністративний центр — село Журавка.

## Загальні відомості
- Територія ради: 74,41 км²
- Населення ради: 3 173 особи (станом на 2001 рік)

Журавська сільська рада створена у 1920 році. Нинішня сільрада стала однією з 14-ти сільських рад Варвинського району і одна з дев'ятьох, яка складається більше, ніж з одного населеного пункту.

## Населені пункти
Сільській раді були підпорядковані населені пункти:
- с. Журавка (2792 особи)
- с. Кулишівка (128 осіб)

## Освіта й господарство
На території сільської ради діє Журавська ЗОШ І-ІІІ ст., Журавський ясла-садок «Журавлик». Функціонує сільськогосподарське ТОВ «Журавка», сільськогосподарський виробничий кооператив «Журавка» та два фермерських господарства «Зоря» і «Надія».

## Склад ради
Рада складалася з 14 депутатів та голови.
- Голова ради: Теслицька Оксана Віталіївна
- Секретар ради: Марченко Ірина Григорівна

### Керівний склад попередніх скликань
| Прізвище, ім'я, по батькові   | Основні відомості                                                         | Дата обрання | Дата звільнення |
| ----------------------------- | ------------------------------------------------------------------------- | ------------ | --------------- |
| Пилипченко В'ячеслав Юрійович | Сільський голова, 1970 року народження, член Народної партії              | 26.03.2006   | 31.10.2010      |
| Пилипченко Вячеслав Юрійович  | Сільський голова, 1971 року народження, освіта вища, член Партії регіонів | 31.10.2010   |                 |
| Теслицька Оксана Віталіївна   | Сільський голова, 1977 року народження                                    | 25.10.2015   |                 |

Примітка: таблиця складена за даними сайту Верховної Ради України

### Депутати
За результатами місцевих виборів 2010 року депутатами ради стали:

#### За суб'єктами висування
| Суб'єкт висування                                       | Кількість обраних депутатів | %  |
| ------------------------------------------------------- | --------------------------- | -- |
| Партія регіонів                                         | 8                           | 40 |
| Політична партія Всеукраїнське об'єднання «Батьківщина» | 6                           | 30 |
| Політична партія «Українська платформа»                 | 3                           | 15 |
| Самовисування                                           | 3                           | 15 |

#### За округами
| № округу                                                | Прізвище, ім'я, по батькові       | Дата визнання обраним | Освіта  | Партійна приналежність                                   | Відомості про обраного депутата                                      |
| ------------------------------------------------------- | --------------------------------- | --------------------- | ------- | -------------------------------------------------------- | -------------------------------------------------------------------- |
| Партія регіонів                                         |                                   |                       |         |                                                          |                                                                      |
| 1                                                       | Марченко Ірина Григорівна         | 03.11.2010            | вища    | позапартійна                                             | Журавська сільська рада, секретар                                    |
| 2                                                       | Набок Віталій Васильович          | 03.11.2010            | вища    | позапартійний                                            | Журавський будинок культури, директор                                |
| 6                                                       | Сергієчко Петро Степанович        | 03.11.2010            | вища    | член Партії регіонів                                     | пенсіонер                                                            |
| 9                                                       | Калашник Наталія Володимирівна    | 03.11.2010            | вища    | член Партії регіонів                                     | Журавська медамбулаторія, головний лікар                             |
| 12                                                      | Шмиголь Лариса Миколаївна         | 03.11.2010            | середня | позапартійна                                             | Управління праці соціального захисту населення, соціальний працівник |
| 14                                                      | Виноградська Лариса Володимирівна | 03.11.2010            | вища    | позапартійна                                             | Дитячий садок «Журавлик», завідувачка                                |
| 15                                                      | Бульба Василь Васильович          | 03.11.2010            | вища    | позапартійний                                            | Варвинський РВ УМВС, помічник начальника                             |
| 19                                                      | Самоліченко Анатолій Миколайович  | 03.11.2010            | вища    | позапартійний                                            | ТОВ"Журавка", завідувач млину таолійницею                            |
| Політична партія Всеукраїнське об'єднання «Батьківщина» |                                   |                       |         |                                                          |                                                                      |
| 7                                                       | Род Людмила Миколаївна            | 03.11.2010            | вища    | член Всеукраїнського об'єднання «Батьківщина»            | Дитячий садок «Журавлик», вихователь                                 |
| 11                                                      | Сердюк Надія Іванівна             | 03.11.2010            | вища    | член Всеукраїнського об'єднання «Батьківщина»            | ТОВ «Журавка», завідувачка по торгівлі                               |
| 16                                                      | Кірієнко Ліна Анатоліївна         | 03.11.2010            | вища    | член Всеукраїнського об'єднання «Батьківщина»            | Журавська загальноосвітня школа І-ІІІ ст., вчитель                   |
| 17                                                      | Турчин Володимир Олексійович      | 03.11.2010            | вища    | член Всеукраїнського об'єднання «Батьківщина»            | ТОВ «Журавка», головний зоотехнік                                    |
| 18                                                      | Маслов Микола Миколайович         | 03.11.2010            | середня | член Всеукраїнського об'єднання «Батьківщина»            | Прилуцький ефірний комбінат, слюсар                                  |
| 20                                                      | Миколенко Зоя Василівна           | 03.11.2010            | вища    | позапартійна                                             | Варвинський будинок школярів, керівник гуртків                       |
| Політична партія «Українська платформа»                 |                                   |                       |         |                                                          |                                                                      |
| 3                                                       | Ніколенко Анатолій Іванович       | 03.11.2010            | середня | член Політичної партії «Українська платформа»            | ТОВ"Нафтозахист України", охоронник                                  |
| 10                                                      | Дирявко Олександр Миколайович     | 03.11.2010            | вища    | член Політичної партії «Українська платформа»            | ПП"Юнайт", директор                                                  |
| 13                                                      | Кисла Ніна Іванівна               | 03.11.2010            | середня | член Політичної партії «Українська платформа»            | кафе «Центральний», бармен                                           |
| Самовисування                                           |                                   |                       |         |                                                          |                                                                      |
| 4                                                       | Биченко Світлана Василівна        | 03.11.2010            | середня | позапартійна                                             | комунальне підприємство «Журавка», касир                             |
| 5                                                       | Кочерга Світлана Юріївна          | 03.11.2010            | середня | позапартійна                                             | Дитячий садок «Журавлик», вихователь                                 |
| 8                                                       | Нечай Ігор Миколайович            | 03.11.2010            | середня | член Політичної партії "Політичне об'єднання «Пряма дія» | тимчасово не працює                                                  |

## Населення
Згідно з переписом УРСР 1989 року чисельність наявного населення сільської ради становила 3353 особи, з яких 1435 чоловіків та 1918 жінок.
За переписом населення України 2001 року в сільській раді мешкала 3151 особа.

### Мова
Розподіл населення за рідною мовою за даними перепису 2001 року:
| Мова       | Відсоток |
| ---------- | -------- |
| українська | 97,83 %  |
| російська  | 1,99 %   |
| білоруська | 0,09 %   |
| вірменська | 0,03 %   |